# U-20-Fußball-Südamerikameisterschaft 2003/Kader Uruguay
Bei der U-20-Fußball-Südamerikameisterschaft 2003 in Uruguay bestand der Kader der uruguayischen U-20-Nationalmannschaft aus den nachfolgend aufgelisteten Spielern. Uruguay belegte in der Abschlusstabelle der Finalrunde den 5. Platz.
|         | Martin Silva        | Tor        | Defensor Sporting         |  |  |  |  |  |
|         | Mario Viera         | Tor        | Nacional Montevideo       |  |  |  |  |  |
|         | Nelson Semperena    | Abwehr     | Defensor Sporting         |  |  |  |  |  |
|         | Carlos Valdez       | Abwehr     | Nacional Montevideo       |  |  |  |  |  |
|         | Guillermo Rodríguez | Abwehr     | Danubio FC                |  |  |  |  |  |
|         | Marcelo López       | Abwehr     | River Plate Montevideo    |  |  |  |  |  |
|         | Diego Montenegro    | Abwehr     | Racing Club de Montevideo |  |  |  |  |  |
|         | Cristian Rodríguez  | Abwehr     | Peñarol Montevideo        |  |  |  |  |  |
|         | Álvaro Alonso       | Abwehr     | Peñarol Montevideo        |  |  |  |  |  |
|         | Ignacio Ithurralde  | Mittelfeld | Defensor Sporting         |  |  |  |  |  |
|         | Jorge Martínez      | Mittelfeld | Montevideo Wanderers      |  |  |  |  |  |
|         | Agustín Viana       | Mittelfeld | Bella Vista               |  |  |  |  |  |
|         | Rubén Olivera       | Mittelfeld | Juventus Turin            |  |  |  |  |  |
|         | Carlos Diogo        | Mittelfeld | River Plate Montevideo    |  |  |  |  |  |
|         | Eduardo Fernández   | Mittelfeld | Bella Vista               |  |  |  |  |  |
|         | Carlos Grosnile     | Mittelfeld | Danubio FC                |  |  |  |  |  |
|         | William Ferreira    | Angriff    | Nacional Montevideo       |  |  |  |  |  |
|         | Marcelo Guerrero    | Angriff    | Villa Española            |  |  |  |  |  |
|         | Richard Porta       | Angriff    | River Plate Montevideo    |  |  |  |  |  |
|         | Andrés Rodríguez    | Angriff    | Defensor Sporting         |  |  |  |  |  |
| Trainer |                     |            |                           |  |  |  |  |  |
|         |                     |            |                           |  |  |  |  |  |

Quelle: